# Comando Militare Esercito "Sicilia"
Il Comando militare esercito "Sicilia" è uno dei comandi territoriali dell'Esercito Italiano, dipendente dal Comando Forze Difesa Interregionale Sud. È responsabile delle attività legate al reclutamento, alla ricollocazione dei volontari congedati, alle forze di completamento e alla promozione e pubblica informazione sul territorio. Fino al 1998 fu uno degli 11 Comandi militari territoriali dell'Esercito italiano (Comiliter).
Il Comando Militare Esercito "Sicilia" ha sede a Palermo, in un'ala dello storico Palazzo dei Normanni.

## Storia
Il 10 febbraio 1945 fu costituito il Comando Militare della Sicilia, con sede a Palermo, con al vertice il generale di corpo d'armata Paolo Berardi, fino a quel momento capo di stato maggiore del Regio esercito.
Con l'avvento della Repubblica divenne l'XI Comiliter, che nel 1946 aveva alle dipendenze le Divisioni di Sicurezza Interna "Aosta" e "Sabauda", che il 15 agosto 1946 furono ridotte a livello di brigata, con la Divisione fanteria "Sabauda", che, in conseguenza del cambiamento istituzionale dello stato italiano, mutò la sua denominazione in Brigata fanteria "Reggio".
Il 1º febbraio 1948 la Brigata fanteria "Reggio" venne sciolta e una parte dei suoi reparti confluirono nella Brigata fanteria "Aosta", che, contestualmente, con l'espansione del ricostituito Esercito Italiano, all'inizio della Guerra fredda, venne trasformata in Divisione fanteria "Aosta", nuovamente ridotta a Brigata fanteria "Aosta" il 21 febbraio 1961, in seguito ad una revisione dottrinale.
Divenuto "XI Comando militare territoriale" nel 1980, in seguito "Comando della Regione Militare della Sicilia", gestì dal 1992 al 1998 l'operazione Vespri Siciliani.
Dal gennaio 1998 fu denominato "Comando Militare Autonomo della Sicilia", cedendo tutta la componente operativa al COMFOTER.
Dal 2007 dipendeva dal "Comando Regione Militare Sud", con sede a Palermo, e dall'ottobre 2016 dipende dal Comando Forze Difesa Interregionale Sud di Napoli, assumendo l'attuale denominazione.
Oggi coordina le attività legate al reclutamento, alle Forze di completamento e alla promozione e pubblica informazione sul territorio.

## Enti dipendenti

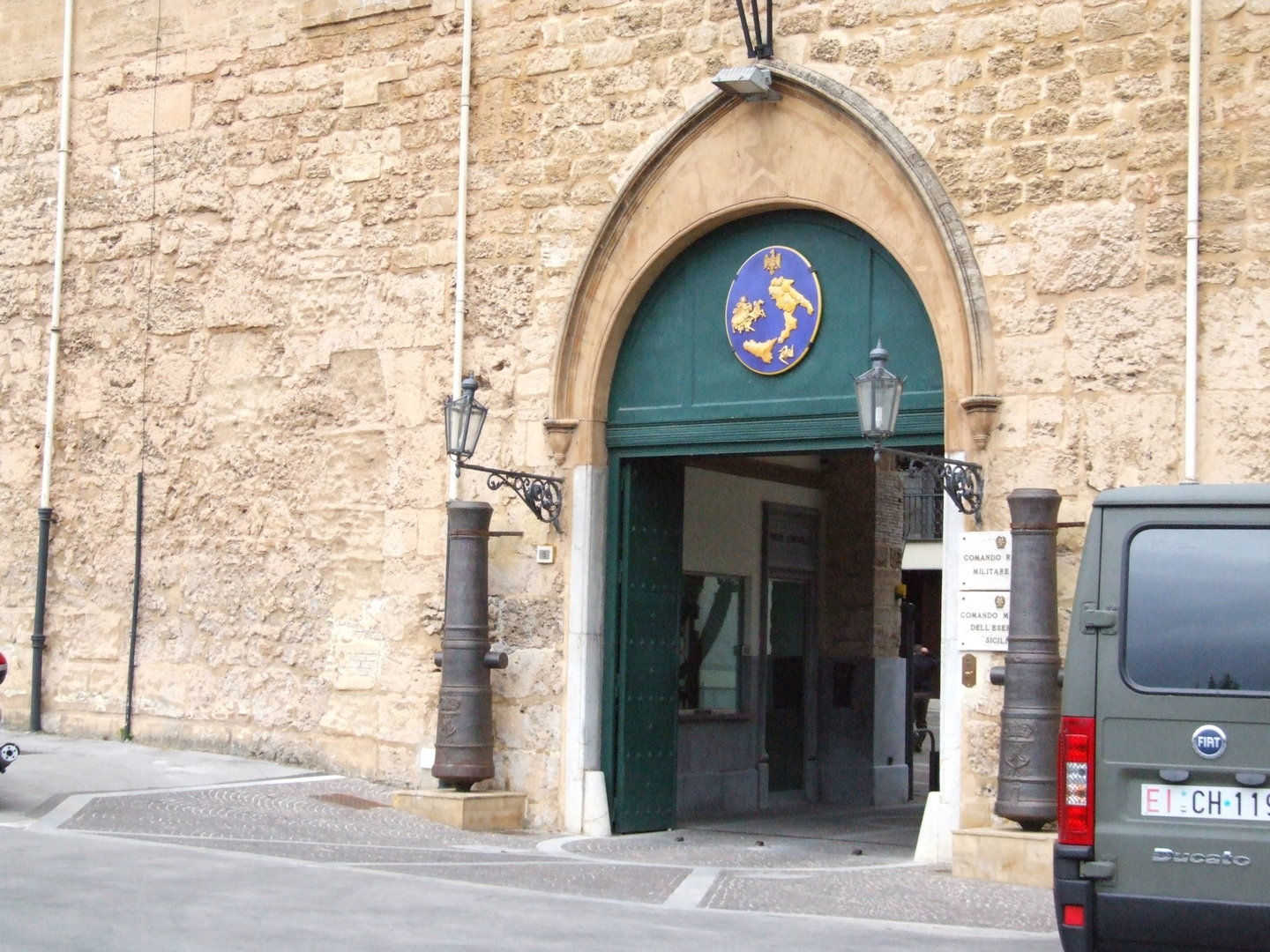
L'ingresso del Comando a palazzo dei Normanni

Fino al 1998 ne dipendevano tutti i reparti dell'esercito, operativi e non, di stanza in Sicilia.
Dal Comando militare esercito "Sicilia" dipendono dal 2016 il Centro Documentale di Palermo e il Centro Documentale di Catania che svolgono prevalentemente attività documentale, rivolta al personale che ha terminato il servizio militare, e informativa, per coloro che cercano informazioni sull'arruolamento e la riserva e di servizio per altre istituzioni come i Comuni o l'INPS e curano il rilascio dei fogli matricolari e/o la documentazione matricolare che attestano il periodo del servizio militare effettivamente svolto.

### Centro Documentale di Palermo
Il Centro Documentale di Palermo erede diretto del Distretto militare di Palermo (33°) costituito nel dicembre 1870, è sito in Piazza Indipendenza. Centro di selezione VFP1, è retto da un colonnello ed è competente per le province di Palermo, Caltanissetta, Agrigento, Trapani e l'area settentrionale della provincia di Messina.

### Centro Documentale di Catania
Il Centro Documentale di Catania erede diretto del Distretto Militare di Catania (18°), istituito nel dicembre 1870, retto da un colonnello è competente per la provincia di Catania, Siracusa, Enna, Ragusa e della provincia di Messina, eccetto l'area settentrionale.

### Altri reparti
- Comando dei servizi sanitari

## Comandanti
- Gen. C.A. Biagio Cacciola (1985-1987)
- Gen. C.A Natale Dodoli (1987-1989)
- Gen. C.A. Paolo Cavanenghi (1991-settembre 1993)
- Gen.  C.A.  Mario Buscemi (settembre 1993 - gennaio 1995)
- Gen.  C.A.  Angelo Sion (gennaio 1995 - maggio 1996)
- Gen C.A.  Enzo Conte (maggio 1996 -1997)
- Gen C.A.  Giuseppe Bacco (1997 - gennaio 1999)
- Maggior Gen. Bruno Loi (gennaio 1999 - aprile 2001)
- Brigadiere gen. Giovanni Ridinò (aprile 2001 - marzo 2003)
- Generale C.d'A. Mauro Moscatelli (giugno 2008 - aprile 2011)
- Generale di corpo d'armata Corrado Dalzini (20 aprile 2011 - 9 dicembre 2015)
- Generale di divisione Alessandro Veltri (9 dicembre 2015-20 luglio 2017)
- Generale di divisione Claudio Minghetti (21 luglio 2017-11 settembre 2019)
- Generale di divisione Maurizio Angelo Scardino (12 settembre 2019-12 settembre 2024)
- Generale di Brigata Francesco Principe (dal 12 settembre 2024)